# 入来 (小惑星)
入来（いりき、10178 Iriki）は、小惑星帯に位置する小惑星。
1996年2月18日、小林隆男が群馬県大泉町で発見した。

## 名称
鹿児島県薩摩郡入来町（現在は薩摩川内市）にちなむ。入来町（当時）の八重山高原には、国立天文台VERA入来局や、鹿児島大学の観測施設がある。
この名称は国立天文台が推薦したもので、VERA局の所在地に因んだ (10169) Ogasawara（小笠原）、(10179) 石垣 とともに、2003年5月の小惑星回報（MPC 48390）で命名が公表された。この時同時に、小林の発見した多数の小惑星への命名が行われているが、鹿児島県関連ではトカラ列島にちなんだ (10159) トカラ などが含まれている。

## 註
1. 1 2  MPC 48390（2003年5月1日）
2. 1 2 3 4  2003.05.16　鹿県の地名を冠した新小惑星、多数誕生 Archived 2007年9月28日, at the Wayback Machine. - せんだい宇宙館